# Janez Eržen
Janez Eržen, slovenski gledališki igralec, * 7. maj 1929, Ivančna Gorica, † 10. februar 2009.
Eržen je študiral igralsko umetnost na AGRFT v Ljubljani. V letih 1951 do 1954 je bil stalni član Prešernovega gledališča v Kranju, od 1954 do 1962 pa Slovenskega ljudskega gledališča v Celju, od 1962 dalje pa je igral v MGL. Nastopal je tudi v televizijskih dramah in nanizankah, opazneje v Malih oglasih A. Marodića.
Poročen je bil z igralko Vero Per (1934—2004).